# 永安路街道 (莱州市)
永安路街道，是中华人民共和国山東省烟台市莱州市下辖的一个乡镇级行政单位。

## 行政区划
永安路街道下辖以下地区：
西关社区、大原家社区、亭子社区、前北流社区、花园北流社区、西小区社区、南小区社区、金都花园社区、泛华园社区、武安社区、光安街社区、河滨路社区、南苑路社区、西山张村、果达埠村、西五里村、工农村、五个庄村、扬务沟村、海庙坡子村、西小于家村、海庙孙家村、海庙姜家村和海庙于家村。